# Arthur Goldberger

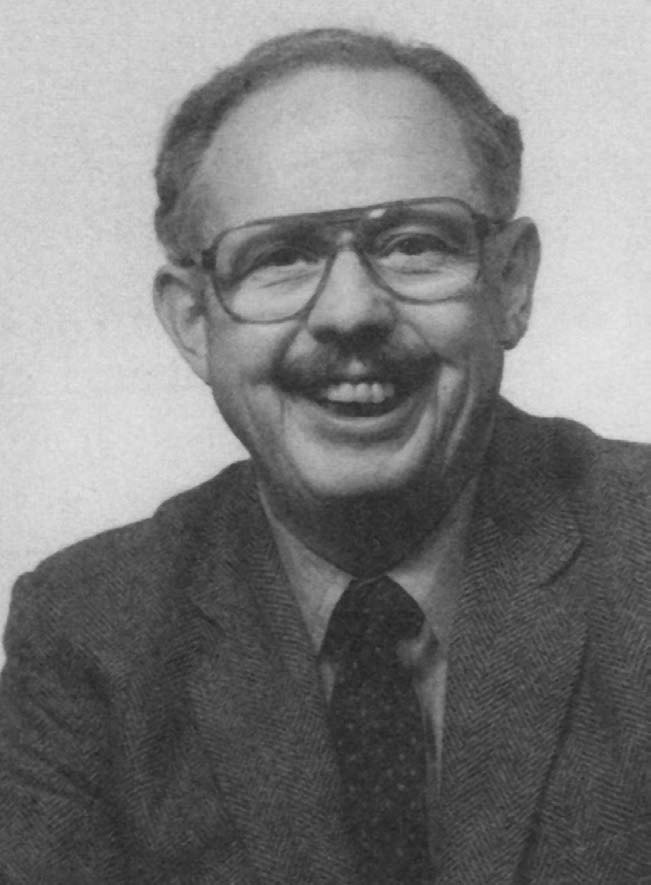

Arthur Stanley (Art) Goldberger (New York, 20 november 1930 – Madison, 11 december 2009) was een Amerikaans econometrist en hoogleraar. Hij was onder meer lid van de Koninklijke Nederlandse Akademie van Wetenschappen.

## Opleiding
Goldberger volgde zijn eerste onderwijs op een Hebreeuwse school en bezocht daarna een yeshiva. Hij ging in 1949 studeren aan de School of Commerce van de New York University en behaalde in 1951 zijn Bachelor of Science in de economie. Goldberger zette zijn studie voort aan de University of Michigan te Ann Arbor, waar hij ging werken als onderzoeksassistent bij de latere Nobelprijswinnaar Lawrence Klein. Deze probeerde een empirisch macro-economisch model te construeren voor de verklaring van de conjucturele fluctuaties in de Verenigde Staten. Goldbergers taak was het bijeenbrengen van gegevens ontleend aan de nationale boekhouding en andere inkomensstatistieken alsmede voor het verrichten van de noodzakelijke berekeningen voor de empirische schatting van de modelvergelijkingen. Hij werd medeauteur van de monografie, die uit dit onderzoeksproject voortkwam: An Econometric Model of the United States, 1929-1952 (1955). Het in deze monografie beschreven model van ongeveer twintig empirische vergelijkingen is beter bekend als het Klein-Goldberger model. Hij kreeg een Fulbright-studiebeurs en verbleef in 1955-56 een tijd op het Centraal Plan Bureau (CBP) te Den Haag, waar de door hem ontworpen economische modellen dienden ter voorbereiding en beoordeling van het daadwerkelijke economische beleid.
Goldberger promoveerde in 1958 bij D.B. Suits op de dissertatie Impact Multipliers and Dynamic Properties of the Klein-Goldberger Model, een analyse van de langetermijneffecten van economische beleidsmaatregelen als een investeringsimpuls of een afgedwongen bestedingsbeperking op de economische activiteit in de Verenigde Staten.

## Loopbaan
Goldenberger kreeg eind jaren vijftig een tijdelijke aanstelling aan de Stanford-universiteit als acting assistant professor. Zijn leeropdracht was het verzorgen van onderwijs in de econometrie. In 1960 aanvaardde hij een benoeming tot hoogleraar in de econometrie aan de University of Wisconsin-Madison. In 1964 publiceerde Goldberger het boek Economic Theory, een geavanceerd leerboek, dat de toenmalige stand van het vak econometrie op duidelijke wijze uiteen zette, maar ook allerlei nieuwe onderwerpen, zoals de behandeling van kwalitatieve afhankelijke variabelen of de multivariate modellering, op systematische wijze behandelde. Het boek was lange tijd het meest gebruikte leerboek voor gevorderde econometriestudenten en werd vertaald in het Japans, Pools en Spaans. Andere boeken die Goldbergen in de loop der jaren publiceerde waren: Topics in Regression Analysis (1967), A Course in Econometrics (1991) en Introductory Econometrics (1998).
Goldbergers onderzoek was in het begin vooral micro-economisch georiënteerd en verricht in nauwe samenhang met het onderzoeksprogramma van het SSRI of het Poverty Institute. Weergaven van dit onderzoek zijn onder meer te vinden in Fundamental Form & Utility: A Review of Consumer Demand Theory (1987) en A cross-country comparison of consumer expenditure patterns, European Economic Review 1 (1970). Sinds het begin van de jaren zestig verschenen ongeveer tachtig wetenschappelijke publicaties over onderzoek op zeer uiteenlopende gebieden in toonaangevende tijdschriften van de hand van Goldberger, met als gemeenschappelijk kenmerk dat alle publicaties betrekking hadden (in welke vorm ook) op statistische of econometrische methoden.
Goldberger toonde overtuigend aan dat de methodologische overeenkomsten in de deeldisciplines op het gebied van de gedrags- en maatschappijwetenschappen aanzienlijk groter waren dan de verschillen. Hij was een typische academische geleerde, wars van beleidsadvisering die in zijn zienswijze alleen maar afleidde van de eigenlijke hoofdtaak van de wetenschap. Voor zijn wetenschappelijke werk ondervond Goldenberger veel eerbetoon. Hij was fellow van de Econometric Society, van de Amerikan Statistical Association, de American Academy of Science en de American Association for the Advancement of Science. In 1986 werd hij gekozen tot lid van de National Academy of Sciences en in hetzelfde jaar werd hij benoemd tot erelid van de American Economic Association.
- Bibliothèque nationale de France: cb12358795c (data)
- Catàleg d'autoritats de noms i títols de Catalunya: 981058512786006706
- Gemeinsame Normdatei: 170552608
- International Standard Name Identifier: 0000 0001 0895 9708
- Library of Congress Control Number: n79017066
- Mathematics Genealogy Project: 191433
- Nationale Bibliotheek van Tsjechië: vse2008430001
- Nationale Bibliotheek van Israël: 987007444328005171
- Nederlandse Thesaurus van Auteursnamen: 067531210
- Istituto Centrale per il Catalogo Unico: MILV068916
- SNAC: w6nw3qpg
- Système universitaire de documentation: 032586434
- Virtual International Authority File: 46837350
- WorldCat: E39PBJq6Y3cDVHcTpvC4VWcByd